# Robert Clive, 1. Baron Clive

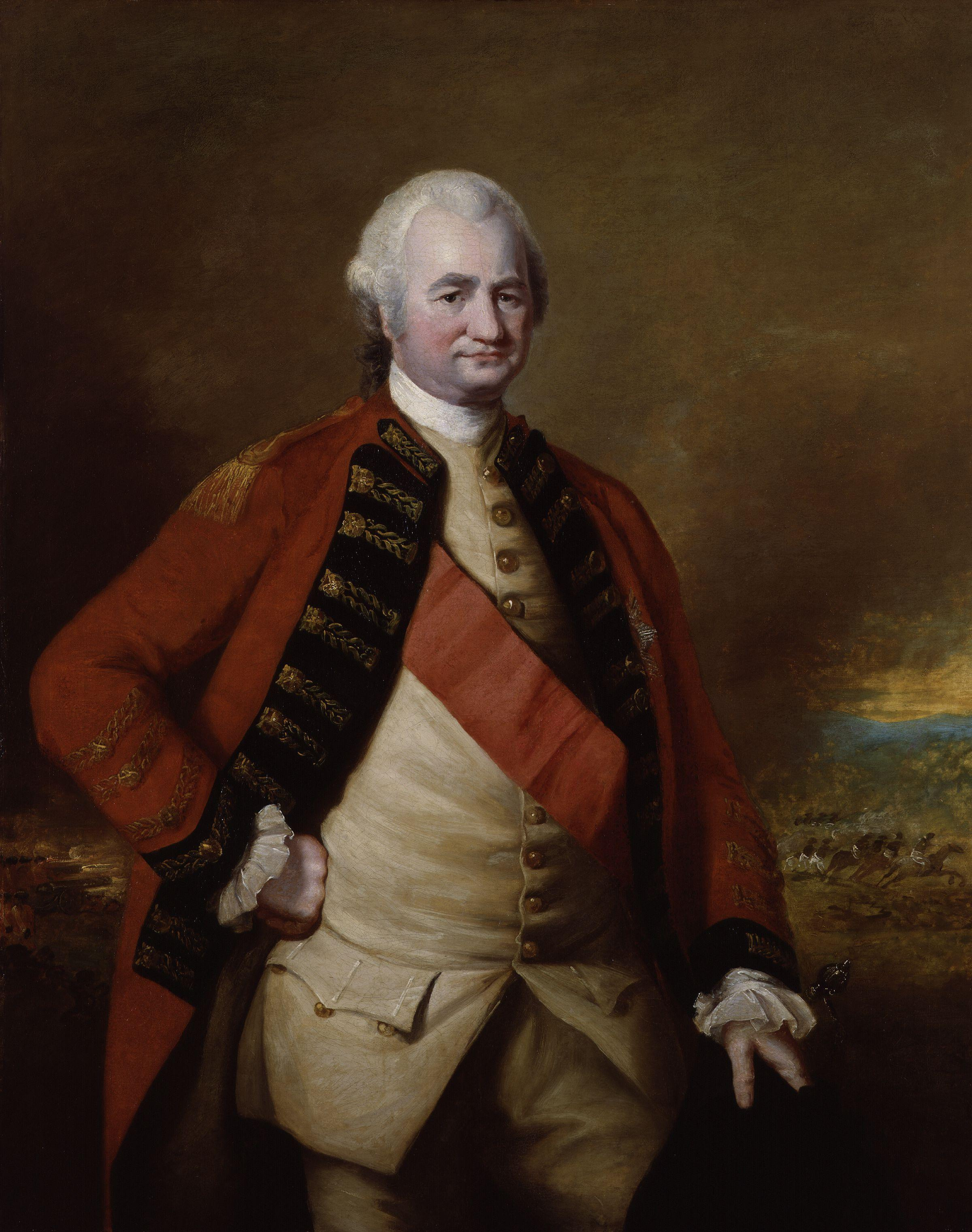
Clive auf einem Porträt von Nathaniel Dance-Holland

Robert Clive, 1. Baron Clive (* 29. September 1725 in Styche, Shropshire; † 22. November 1774 in London), genannt Clive of India, war ein britischer General und Staatsmann. Er begründete die britische Machtposition in Indien.

## Herkunft
Robert Clive wurde auf dem Familiengut Styche geboren, das im Kirchspiel Moreton Say, Market Drayton, Shropshire, lag. Aus seiner zweiten Rede vor dem britischen Unterhaus 1773 ist zu ersehen, dass dieses Gut nur 500 £ im Jahr abwarf und sein Vater deshalb gezwungen war, zusätzlich als Rechtsbeistand zu arbeiten.
Die Clives oder Clyves waren eine der ältesten Familien der Gentry von Shropshire, die schon seit den Zeiten Heinrichs II. im Besitz des Landgutes waren. Ein Clive war irischer Schatzkanzler (Chancellor of the Exchequer) unter Heinrich VIII., ein anderer Mitglied des Langen Parlaments. Roberts Vater Richard (um 1693–1771) saß von 1759 bis 1771 als Abgeordneter für Montgomeryshire im Unterhaus. Seine Mutter Rebecca Gaskell, der er zärtlich anhing und die großen Einfluss auf seine Karriere hatte, war eine Tochter und – zusammen mit ihrer Schwester Sarah, Lady Sempill – Erbin des Nathaniel Gaskell aus Manchester.
Robert war der älteste Sohn des Ehepaars. Seinen fünf Schwestern, die allesamt heirateten, blieb er zeit seines Lebens eng verbunden. Der einzige Bruder, William (1745–1825), war von 1779 bis 1819 Unterhausabgeordneter für Bishops Castle in Shropshire.

## Kindheit und Jugend
Robert Clive galt als schwieriger Schüler und wurde von Schule zu Schule geschickt. Unter anderem besuchte er die renommierte Merchant Taylors’ School in Northwood, London, vernachlässigte aber oft seine Studien.
So ungebildet, wie seine frühen Biographen behaupten, kann er allerdings nicht gewesen sein, denn er las in seinem späteren Leben Horaz und muss auch in seiner Jugend den Grundstock für seinen klaren und energischen Stil gelegt haben, der alle seine Depeschen auszeichnet. William Pitt der Ältere, Lord Chatham, erklärte eine von Clives Ansprachen im Parlament zu der wortgewandtesten Rede, die er je gehört habe.

## Die ersten Jahre in Indien
Im Alter von 18 Jahren trat er als „Schreiber“ (writer), d. h. als Sekretär, in den zivilen Dienst der East India Company, um sich seinen Lebensunterhalt zu verdienen, und wurde nach Madras, dem bedeutendsten britischen Stützpunkt im Norden Pondicherrys, gesandt. Da sein Schiff neun Monate in Brasilien Aufenthalt hatte, nutzte er die Gelegenheit, Portugiesisch zu lernen. Wie sich später herausstellte, war diese Fähigkeit von großem Nutzen in einer Zeit, in der sich kaum einer der Kompanieangestellten die Mühe machte, die verschiedenen Sprachen Indiens zu erlernen.
Während der ersten zwei Jahre seines Aufenthaltes in Indien litt Clive unter dem Klima, starkem Heimweh und den Einschränkungen, die den jüngeren Schreibern der Ostindienkompanie auferlegt waren. Auch lag er ständig im Streit mit seinen Kollegen; mit einem duellierte er sich sogar. Es zeigten sich früh die ersten Anzeichen der Depressionen, unter denen er sein ganzes Leben lang litt und unter deren Einfluss er schließlich seinem Leben selbst ein Ende setzte. Einer seiner Kameraden berichtete später, Clive habe zweimal erfolglos eine Pistole an seinem Kopf abgedrückt. Er selbst sprach später niemals darüber. Trost fand Clive während dieser schwierigen Zeit in der Bibliothek des Gouverneurs, wo er seine versäumte Schulbildung durch systematische Studien aufzuholen versuchte.
Ab 1744 kam es im Zuge der Auseinandersetzungen im Österreichischen Erbfolgekrieg zum Ersten Karnatischen Krieg mit Frankreich. Clive war gerade 21 und somit volljährig geworden, als Madras 1746 gezwungen wurde, sich dem französischen Admiral La Bourdonnais zu ergeben. Während der Besetzung der Stadt durch die Franzosen unter Joseph François Dupleix, dem französischen Statthalter in Indien, gelang es Clive und anderen, sich zum etwa 160 km südlich gelegenen Fort St. David (Cuddalore) abzusetzen. Unzufrieden mit der gegenwärtigen Lage und seiner rein kaufmännischen Tätigkeit überdrüssig, trat Clive dort im Alter von 21 Jahren als Ensign in den militärischen Dienst der Ostindien-Kompanie über. Dort bewährte er sich als Truppenführer und drängte die französisch-indischen Truppen zurück, so dass Madras wieder britisch wurde.
Mit dem Ende des Österreichischen Erbfolgekrieges 1748 endete auch der britisch-französische Erste Karnatische Krieg in Indien, so dass Clive wieder in den Zivildienst der Kompanie wechselte. Allerdings setzten sich die Auseinandersetzungen zwischen der französischen und der britischen Kompanie fort, so dass Clive 1750 in den Militärdienst zurückkehrte, und zwar auf Grund seiner bisherigen Verdienste als Brevet-Captain und Proviantmeister der Truppen der Kompanie. 1751 kam es zum Zweiten Karnatischen Krieg, in dem Clive mit seiner britisch-indischen Truppe Arcot eroberte und die anschließende Belagerung abwehrte. Mit weiteren Siegen führte er den Feldzug fort, was zum Ende der französischen Herrschaft in Südindien beitrug.
Die durch die Siege gewonnenen Beutegelder wurden verteilt, so dass Clive ein vermögender Mann wurde und am 15. März 1753 in Madras mit Margaret Maskelyne eine Schwester des königlichen Astronomen und Mathematikers Nevil Maskelyne heiratete. Allerdings hatte seine Gesundheit so gelitten, dass er 1753 mit seiner Frau nach England zurückkehrte. Dort wurde er 1754 als Abgeordneter für das Pocket Borough St. Michaels in Cornwall ins House of Commons gewählt, verlor den Sitz aber 1755 durch eine Parteiintrige.

## Zweiter Aufenthalt in Indien: Ausbau der britischen Herrschaft

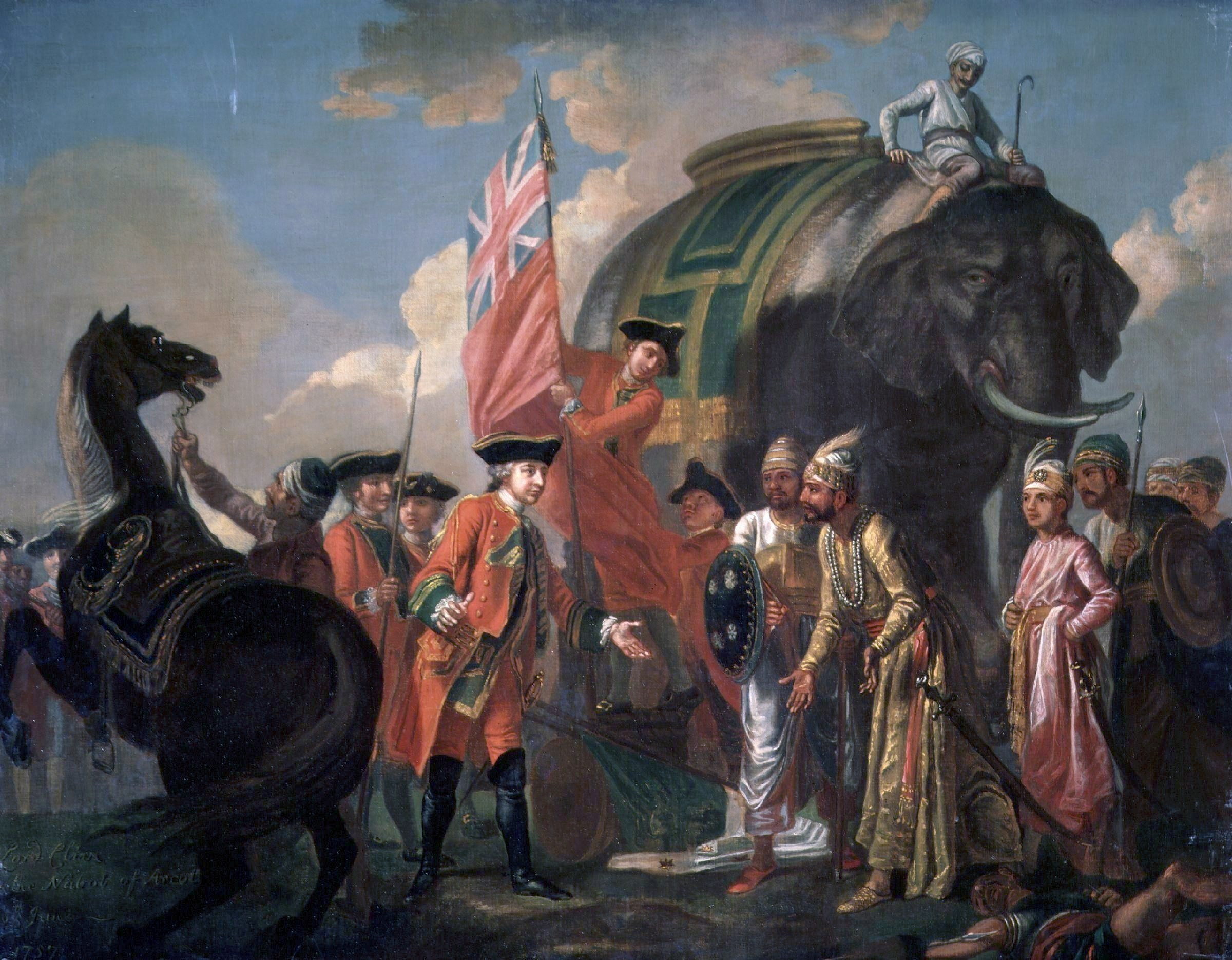
Robert Clive und Mir Jafar nach der Schlacht bei Plassey

In den vierzig Jahren nach dem Tod des Großmoguls Aurangzeb 1707 war das Riesenreich auf dem indischen Subkontinent schrittweise zerfallen und die Macht in die Hände seiner Vizekönige oder subadhars gelangt. Die drei mächtigsten unter ihnen waren der Nizam von Dekkan (Süd- und Zentralindien), der von Haiderabad aus regierte, der Nawab von Bengalen, dessen Hauptstadt Murshidabad war, und der Nawab oder Wesir von Awadh in Lakhnau.
Diese instabilen Verhältnisse und das Machtstreben der indischen Fürsten machte sich der französische Statthalter Dupleix, der ein fähiger Administrator, aber kein Soldat war, zunutze, um seinen eigenen Machtbereich auf Kosten des britischen auszudehnen. Infolge der Unfähigkeiten der lokalen Vertreter der britischen Kompanie wurde die Lage so bedrohlich, dass Clive zur Hilfe gerufen und 1755 als stellvertretender Gouverneur (Deputy Governor) von Fort St. David und im Rang eines Lieutenant-Colonel erneut nach Indien entsandt wurde. Dort ergriff er sogleich Gegenmaßnahmen, sammelte Truppen und eroberte die Piratenfestung Vijaydurg. In der Schlacht bei Plassey führte er 1757 die Streitkräfte der Britischen Ostindien-Kompanie zum Sieg über jene des Siraj-ud-Daula, des letzten unabhängigen Nawabs von Bengalen. Die Schlacht von Plassey wird als der Beginn der britischen Herrschaft in Indien betrachtet, indem sie die Rückgewinnung Kalkuttas sowie die Eroberung und dauerhafte Besetzung Bengalens ermöglichte. Auch konnte Clive einen Angriff der Niederländischen Ostindien-Kompanie abwehren. Von 1758 bis 1760 war Clive Gouverneur von Bengalen.
1760 kehrte Clive nach England zurück und wurde von König Georg III. empfangen. Er erwarb Ländereien in den irischen Counties Limerick und Clare und wurde am 15. März 1762 in der Peerage of Ireland zum Baron Clive, of Plassey in the County of Clare, erhoben und dadurch Mitglied des irischen House of Lords. 1761 wurde er als Abgeordneter für Shrewsbury erneut ins britische House of Commons gewählt. Er wurde zweimal wiedergewählt und hatte dieses Mandat bis zu seinem Tod inne. 1764 wurde er zum Knight Companion des Order of the Bath geschlagen.

## Dritter Aufenthalt in Indien: Reform und Konsolidierung der britischen Herrschaft

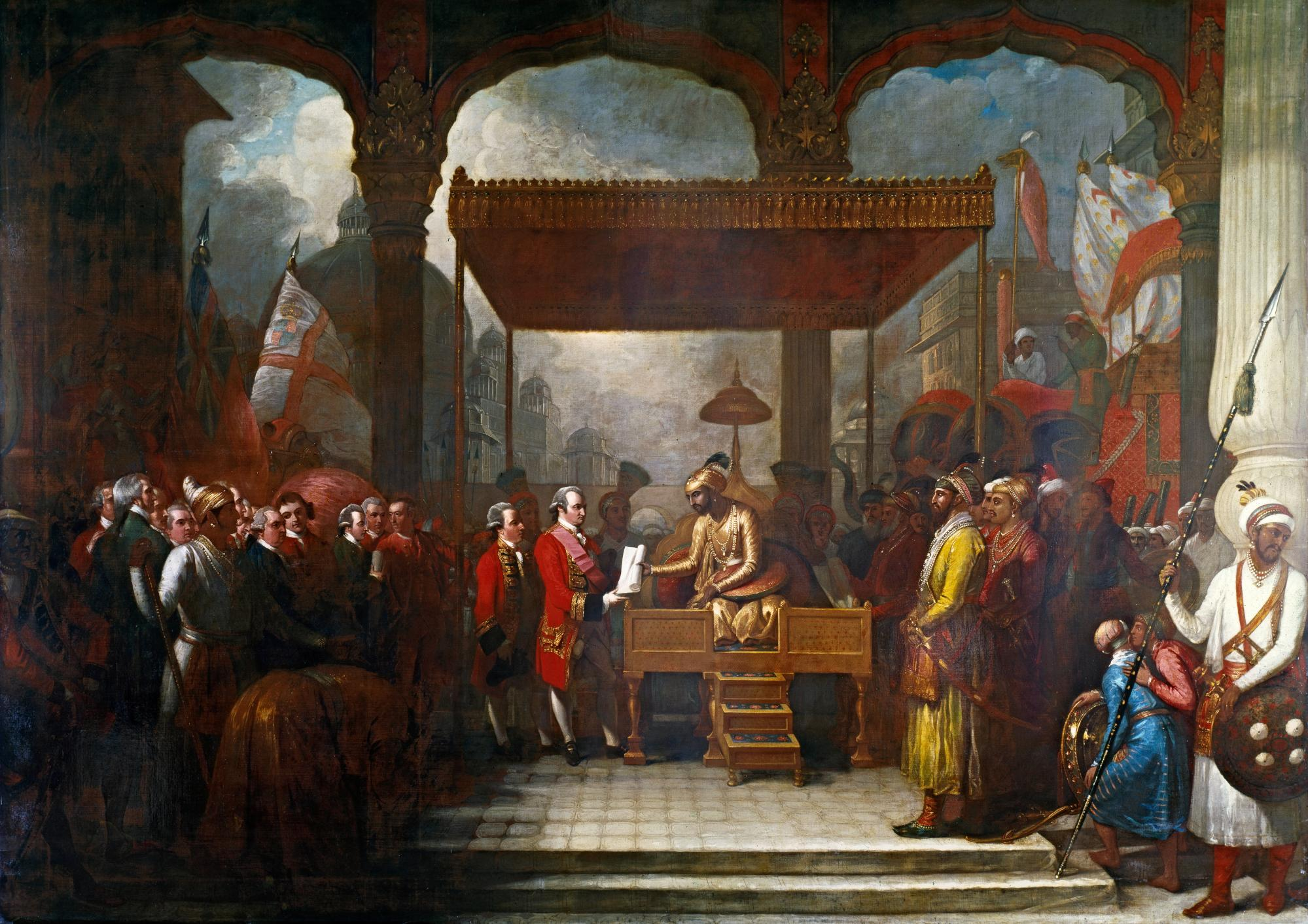
Der Kaiser des indischen Mogulreiches Shah Alam II., Sohn des verstorbenen Kaisers Alamgir II., überreicht Clive, dem Vertreter der East India Company, als Folge der Schlacht von Buxar vom 22. Oktober 1764 den Vertrag von Allahabad. Es markiert den Beginn der britischen Herrschaft in Indien.

Durch Misswirtschaft und Korruption geriet die Verwaltung der britischen Ostindien-Kompanie in Indien schließlich in einen zerrütteten Zustand. Clive wurde daraufhin 1764 im Rang eines Major-General zum Gouverneur und Oberbefehlshaber der britischen Besitzungen in Bengalen ernannt, ließ sich vor seiner Abreise jedoch noch zu einem der Direktoren der Ostindien-Kompanie wählen. Im Mai 1765 reiste er nach Kalkutta und führte bis 1766 durchgreifende Reformen des Zivildienstes der Ostindien-Kompanie durch. Insbesondere setzte er für alle Bediensteten das strikte Verbot durch, Geschenke anzunehmen, und sorgte gleichzeitig für eine ausreichende Bezahlung der Bediensteten.
Wegen seiner angegriffenen Gesundheit kehrte Clive Ende Januar 1767 endgültig in seine Heimat zurück. 1772 wurde eine Parlamentsuntersuchung der Aktivitäten der Ostindien-Kompanie initiiert, die Clive jedoch nicht verurteilte. Clive befand sich im Besitz beträchtlicher Güter, unter anderem der Riesenschildkröte Adwaita.
Clive, der in seinen letzten Lebensjahren opiumsüchtig geworden war, starb am 22. November 1774 durch Suizid.

## Nachkommen
Aus seiner 1753 geschlossenen Ehe mit Margaret Maskelyne (1735–1817) hatte er drei Söhne und fünf Töchter:
- Edward Clive, 1. Earl of Powis, 2. Baron Clive (1754–1839), ⚭ 1784 Lady Henrietta Antonia Herbert (1758–1830);
- Richard Clive (* 1755), starb jung;
- Jane Clive (* 1756), starb jung;
- Hon. Robert Clive (1759–1833), Lieutenant-Colonel der British Army;
- Hon. Rebecca Clive (1760–1795), ⚭ 1780 John Robinson († 1798), Lieutenant-General der British Army;
- Hon. Charlotte Clive (1762–1795);
- Hon. Margaret Clive (1763–1814), ⚭ 1788 Lambert Theodore Walpole (1757–1798), Lieutenant-Colonel der British Army;
- Hon. Elizabeth Clive (* 1764), starb jung.

## Clive Museum
Ein Saal auf Powis Castle, dem Wohnsitz von Clives Sohn Edward, dient heute als Clive-Museum. Es zeigt eine Ausstellung von Artefakten, die von Robert Clive während seiner Kampagnen in Indien erbeutet wurden; dazu gehören indische Schwerter, Juwelen und Gemälde sowie eine Rekonstruktion des Interieurs des Zeltes eines Sultans.

## Film
1935 wurde der Film Kampf um Indien veröffentlicht, in dem Clive von Ronald Colman dargestellt wird. Die Geschichte spielt zur Zeit des Dritten Karnatischen Krieges.